# 吳天策
吴天策（？—？），字元雱，号澹所，福建泉州府晋江县民籍，福建南安县人。明朝政治人物。

## 生平
万历四十年（1612年）壬子科福建乡试举人，萬曆四十七年（1619年）己未科進士，户部觀政，天啓元年（1621年）授廣東潮州府推官，天啓元年本省同考，四年江西同考，五年官户部山东司主事。

## 家族
曾祖吳田。祖父吳逞。父吳儒先，儒官。